# Baby Snakes (1979.)
Baby Snakes je film američkog glazbenika Frank Zappe koji je snimljen 1977.g. Film sadrži materijal s njegovog koncerta u "Palladium Theatru" (New York), zbivanja iza scene koja su obilovala raznim šaljivim ispadima gotovo svih sudionika kao i Stop motionom (slika po slika) i clay animacijom (jedan od mnogih formi) od dobitnika awardove nagrade Bruca Bickforda.
Film Baby Snakes imao je specifičan problem u traženju distributera. Frank Zappa je nastojao zadobiti interese kompanije "United Artists" koja je izdala 200 Motels ali su ga ono odbili. Ostale izdavačke kompanije slijede korake United Artista, bojeći se Zappinog zaštitnog znaka u kinematografiji, da lošim stilom značajno apelira na pop kulturu '70.-tih godina.
Pojedini europski distributeri rekli su Zappi da bi bili zainteresirani kada bi skratio film sa 168 min na standardnih 90 min.
Bilo je dosta čudno što nakon niza pobjeda Brucea Bickforda za animirani film u Francuskoj, nitko nije bio zainteresiran za Zappin film. Zappi je još eventualno ostala mogućnost da film izda samostalno preko kompanije "Intercontinental Absurdities production company" što na kraju i čini. Film je bio prikazivan 24 sata na dan u "Victoria Theateru" (New York) gdje je zabilježio prilično dobar profit.
Film izlazi na VHS traci. 90 minutna verzija bila je nakratko dostupna kao kućni video uradak 1980.g. film naposljetku izlazi na DVD-u 9. prosinca 2003., a izdaje ga "Eagle Vision" (SAD). Ovo je prvi puta da je Zappin film komercijalno dostupan široj publici preko jednog dijela kvalificiranih obožavatelja putem pošte.

## Vanjske poveznice
- Baby Snakes u internetskoj bazi filmova IMDb-a